# Filetia
Filetia es un género de plantas con flores perteneciente a la familia Acanthaceae. El género tiene 9 especies de hierbas distribuidas por Sumatra, Indonesia y Malasia.

## Taxonomía
El género fue descrito por Friedrich Anton Wilhelm Miquel y publicado en Flora van Nederlandsch Indië 2: 822. 1858. La especie tipo es: Filetia costulata Miq.

## Especies deFiletia
- Filetia bracteosa C.B.Clarke
- Filetia brookeae Bremek.
- Filetia costulata Miq.
- Filetia glabra Ridl.
- Filetia hirta Ridl.
- Filetia lanceolata Bremek.
- Filetia paniculata C.B.Clarke
- Filetia ridleyi C.B.Clarke
- Filetia scortechinii C.B.Clarke